# 宝寿院祐心尼
宝寿院祐心尼（ほうじゅいん ゆうしんに、永禄8年（1565年） - 元和2年1月2日（1616年）は、戦国時代後期から江戸時代初期にかけての女性。諱は為子。権中納言冷泉為益の三女。初め誠仁親王の女房となり、典侍局と称する。後に興正寺第17世顕尊の内室となる。『言経卿記』には親王女房の頃は御局、興正寺に嫁した後は西御方などと記される。

## 生涯
冷泉為益の三女として生まれる。母は興正寺第15世蓮秀の娘。兄に四条隆昌・冷泉為満、姉に山科言経室、楠木正辰室がいる。
誠仁親王の女房となり、誠仁親王との間に王女2人を産む。その後、本願寺門主顕如の次男で、興正寺第16世証秀の養子となり興正寺を継いでいた顕尊の妻となることとなり、天正10年（1582年）に誠仁親王に暇乞いの上で退出し、8月6日に紀伊鷺森にて顕尊と結婚した。『言経卿記』には、婚儀の様子が美麗であったと記されている。
なお、『兼見卿記』の天正8年（1580年）8月8日条には、織田信長が典侍局について誠仁親王へ意見を出したが、誠仁親王が聞き入れなかったため信長が立腹してしまい、誠仁親王に何事もないよう阿茶々局が吉田兼見に祈祷を依頼したことが記されており、この時の信長の提案が典侍局の退出と顕尊への入嫁であった可能性がある。後述の四条隆昌らの勅勘と出奔にこのときのトラブルが関連しているとの説もある。
顕尊との間に、如尊尼（西本願寺准如の妻）、准尊（興正寺第18世）らを産んだ。後に得度し、祐心の法名を号した。院号は宝寿院。
天正13年（1585年）6月、兄の四条隆昌・冷泉為満、姉婿の山科言経が揃って正親町天皇から勅勘を蒙り、京を出奔した。三者は興正寺と顕尊の実家である本願寺の縁を頼り、和泉や摂津に寓居した。天正19年（1591年）に、豊臣秀吉の斡旋で京都七条に本願寺が移され、あわせて興正寺も移ったため、山科言経らも京に入っている。祐心尼は山科言経に師事して古典文芸を学んだ。
慶長4年（1599年）に夫の顕尊が没し、長男・准尊が興正寺門主となる。この後、准尊と姉の如尊尼が対立する事態となったが、慶長12年（1607年）に和解した。
元和2年（1616年）に死去した。

## 系譜
- 父：冷泉為益（1516-1570）
- 母：興正寺蓮秀の娘
- 夫：誠仁親王
  - 女子：王女（?-1579） - 早世
  - 女子：心月女王（七宮、安禅寺宮）（1580-1590） - 一条内基猶子、早世
- 夫：顕尊
  - 女子：慈照院如尊（1584-1626） - 准如室
  - 男子：准尊（1585-1622）
  - 女子：昌寿院妙尊（1587-?）
  - 男子：阿古（1591-1593） - 早世